# Lennart Bergelin

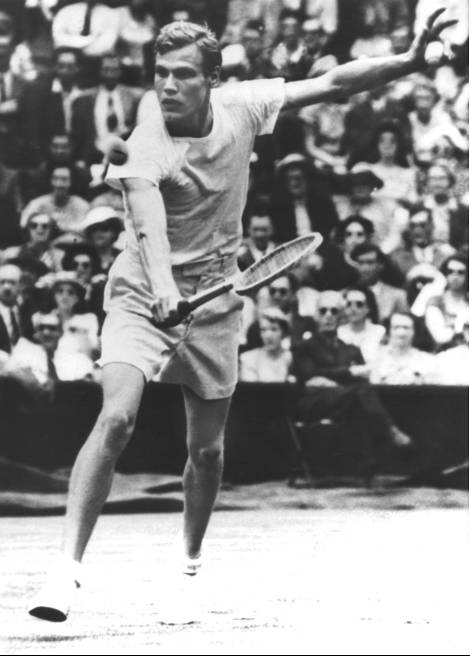
Bergelin bei einem Tennisspiel 1950

Lennart „Labbe“ Bergelin (* 10. Juni 1925 in Alingsås; † 4. November 2008 in Stockholm) war ein schwedischer Tennisspieler und -trainer.

## Werdegang
Bergelin gewann in seiner Laufbahn 20 Einzeltitel, darunter neunmal die schwedische Meisterschaft, und gehörte zwischen 1945 und 1955 zu den besten Amateurtennisspielern. 1948 gewann er bei den French Open den Wettbewerb im Herrendoppel zusammen mit Jaroslav Drobný und wurde dadurch zum ersten schwedischen Tennisspieler, der einen Titel bei einem Grand-Slam-Turnier gewann.
Im Davis Cup bestritt Bergelin 89 Partien für Schweden und entschied 63 für sein Team. 1950 wurde er mit der Svenska-Dagbladet-Goldmedaille geehrt, nachdem er im Davis Cup beim 2:3 gegen Australien seine Einzel gegen John Bromwich und Frank Sedgman gewonnen hatte.
Nach seiner Karriere als Tennisspieler wurde Bergelin Trainer und war von 1971 bis 1976 Kapitän des schwedischen Davis-Cup-Teams. In diese Zeit fiel 1975 auch der erste Sieg Schwedens im Davis Cup, als Björn Borg, Birger Andersson, Ove Bengtson und Rolf Norberg im Finale die Mannschaft aus der Tschechoslowakei besiegten.
Bergelin war von 1971 bis 1983 Trainer des fünfmaligen Wimbledon-Siegers Björn Borg, den er für den Davis Cup entdeckte und bei elf Grand-Slam-Siegen betreute.